# جزیره شیخ اندرآبی
جزیره شیخ اندر آبی نام جزیره‌ای کوچک و غیرمسکونی در خلیج فارس است که جزئی از شهرستان قشم استان هرمزگان محسوب می‌شود. این جزیره بسیار کوچک که وسعتی در حدود ۸هزار مترمربع دارد در شمال جزیره قشم در فاصله سه کیلومتری از روستای بندرلافت است و در محدوده‌ای بین بندر لافت (از شرق)، جنگل‌های حرا از غرب و بندر پل از شمال قرار گرفته است.
مسطح بودن و وسعت کم این جزیره باعث می‌شود هنگام مد و بالاآمدن آب دریا، قسمت‌هایی از آن به زیر آب برود. فاصله بین بندر لافت و جزیره شیخ اندرآبی را می‌توان با یک قایق موتوری در ۵ دقیقه طی کرد. در حاشیه شمالی جزیره شیخ اندر آبی که سطح آن از سایر قسمت‌های جزیره پایین‌تر است، تعداد زیادی درخت حرا و در جنوب شرقی آن نیز گنبد سفیدی موسوم به زیارتگاه شیخ اندرآبی یا قدمگاه شیخ وجود دارد.
در هنگام جزر دریا، بر وسعت جزیره افزوده می‌شود و در موقع مد و بالا آمدن آب دریا، مساحت آن کاهش می‌یابد. این زیارتگاه مورد احترام ماهیگیران و دریانوردان است. در حال حاضر، کسی در این جزیره زندگی نمی‌کند.